# Havryjil Kryžanovskyj
Havryjil Kryžanovskyj, cyrilicí Гавриїл Крижановський, polsky též Hawryło Kryżaniwśkyj (19. února 1837 – 12. května 1912), byl rakouský řeckokatolický duchovní a politik rusínské (ukrajinské) národnosti z Haliče, v 2. polovině 19. století poslanec Říšské rady.

## Biografie

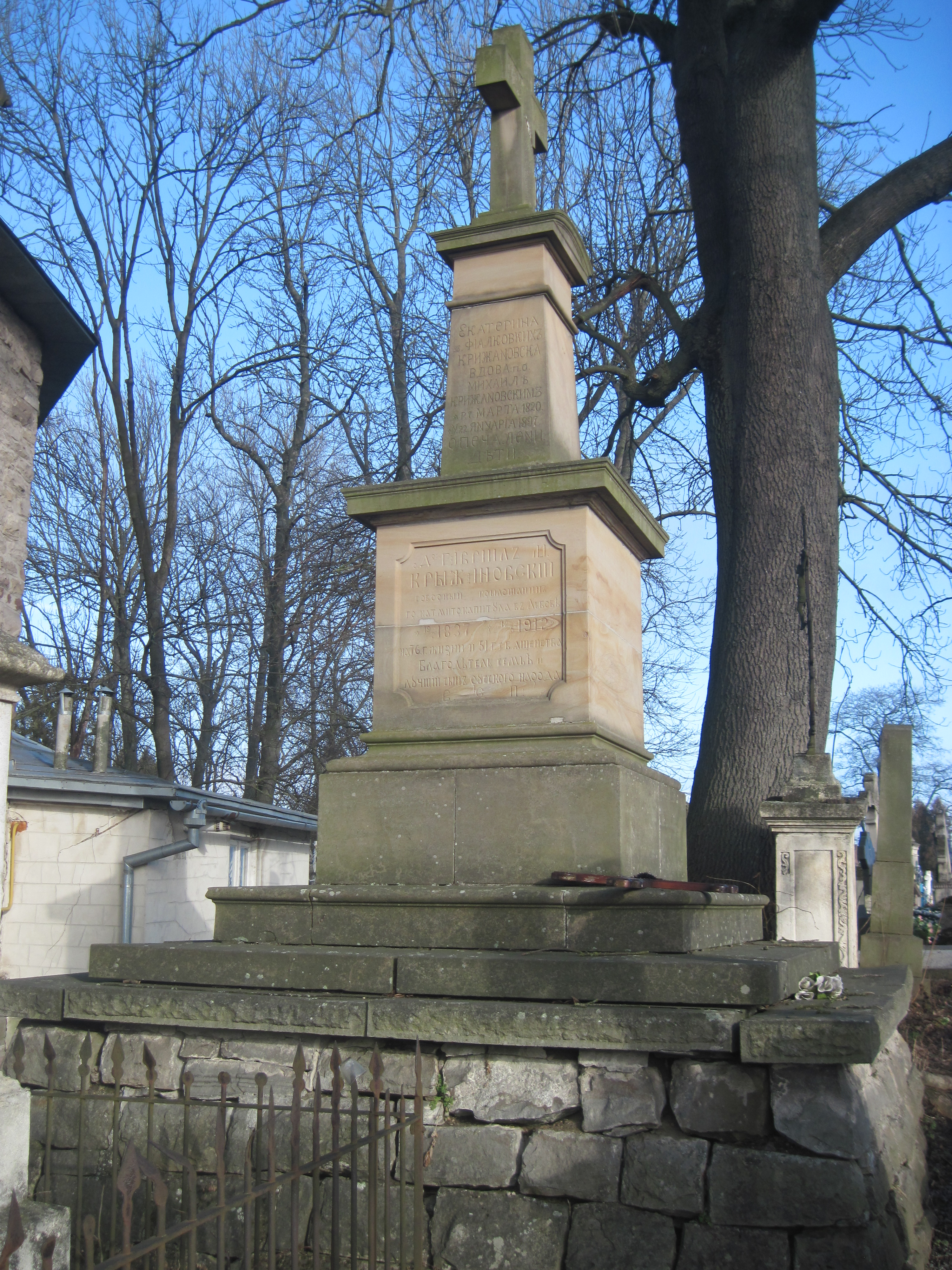
Náhrobek Havryjila Kryžanovského v Bučači.

Byl řeckokatolickým duchovním. Dlouhodobě působil na postu kancléře lvovské kapituly.
Angažoval se i politicky. Patřil do staroruského proudu v rámci ukrajinské (rusínské) komunity v Haliči. Zasedal jako poslanec Haličského zemského sněmu. Byl i poslancem Říšské rady (celostátního parlamentu), kam usedl v prvních přímých volbách roku 1873, za kurii venkovských obcí v Haliči, obvod Bučač, Čortkiv atd. V roce 1873 se uvádí jako Gabriel Krzyżanowski, řeckokatolický farní kooperátor, bytem Lvov. V parlamentu zastupoval provládní rusínský blok. Ten v roce 1873 čítal 15-16 poslanců (jeden poslanec, Stepan Kačala, kolísal mezi rusínským a polským táborem). Kryžanovskyj náležel mezi deset rusínských poslanců z řad řeckokatolického kléru. Rusíni zpočátku v roce 1873 tvořili jen volnou skupinu, která v parlamentu vystupovala jako spojenec německorakouské centralisticky a liberálně orientované Ústavní strany. Brzy však vznikl samostatný Rusínský klub. Jako člen Rusínského klubu se uvádí i v roce 1878.